# Old (Film)
Old (auch in der Schreibweise OLD) ist ein Thriller von M. Night Shyamalan, der am 23. Juli 2021 in die US-Kinos und am 29. Juli 2021 in die deutschen Kinos kam. Der Film basiert auf der Schweizer Graphic Novel Sandburg von Pierre Oscar Lévy und Frederik Peeters.

## Handlung
Guy und Prisca Cappa fahren mit ihren beiden Kindern Trent (6) und Maddox (11) in den Urlaub. Vor Ort freundet sich Trent schnell mit Idlib, dem etwa gleichaltrigen Neffen des Hotelmanagers, an. Die Familie verbringt gemeinsam einen Tag am traumhaften Hausstrand, alles scheint perfekt. Doch schnell wird klar, dass die Familienidylle bereits tiefe Risse hat. Guy und die krebskranke Prisca stehen eigentlich kurz vor der Trennung, wollen jedoch den Kindern zuliebe noch einen letzten gemeinsamen Urlaub als Familie verbringen, bevor sie ihre Kinder über die Trennung informieren.
Am nächsten Morgen erzählt der Hotelmanager der Familie von einem traumhaften Privatstrand in der Nähe, den er als Geheimtipp bezeichnet. Er bietet der Familie einen Ausflug zu diesem Strand an, was Guy und Prisca dankend annehmen. Kurz bevor der Bus abfährt, gesellt sich noch eine zweite Familie hinzu, bestehend aus dem Chirurgen Charles, dessen deutlich jüngerer Frau Chrystal, deren Kind Kara und Charles’ Mutter. Die beiden Familien werden von einem Fahrer des Resorts in die Nähe des Strandes gefahren und müssen auf den letzten Metern zu Fuß eine kleine Schlucht durchqueren. Am Strand angekommen, entdecken sie eine weitere Person, welche Maddox als den bekannten Rapper Mid-Sized Sedan identifiziert.
Während eines Versteckspiels entdeckt Trent eine im Wasser treibende Leiche. Mid-Sized Sedan identifiziert sie als eine Bekannte, mit der er den Strand besucht hatte und die schwimmen gegangen war. Als versucht wird, Hilfe zu holen, müssen alle erkennen, dass ihre Mobilgeräte keinen Empfang haben. In der Zwischenzeit erreicht ein weiteres Paar den Strand, die an Epilepsie leidende Psychotherapeutin Patricia und der Krankenpfleger Jarin.
Mehrere Mitglieder der nun elfköpfigen Gruppe versuchen, den Weg zurück zum Abholpunkt durch den Resortbus zu nehmen, werden in der Schlucht aber bewusstlos und wachen am Strand auf. Die Körper von Trent, Maddox und Kara verändern sich, alle drei altern rapide. Wenig später geschieht das nächste Unglück, Charles’ Mutter stirbt unerwartet, nachdem sie zuvor über Schmerzen in der Brust geklagt hatte. Aufgrund der seltsamen Geschehnisse wird die Stimmung zwischen den Mitgliedern der Gruppe immer angespannter.
Mid-Sized Sedan erwähnt, dass er an einer seltenen Blutgerinnungsstörung leide und die tote Schwimmerin an Multipler Sklerose. Wenig später beginnt Priscas Tumor, rasend schnell zu wachsen. Ohne Betäubung öffnet Charles mit einem Taschenmesser Priscas Bauchdecke, und Guy und Jarin entnehmen der Bauchhöhle mit bloßen Händen einen melonengroßen Tumor. Priscas Wunde heilt binnen Sekunden.
Den am Strand Gefangenen wird langsam klar, dass die Zeit am Strand schneller verrinnt als außerhalb. Sie errechnen, dass sie innerhalb von ca. 30 Minuten um ein Jahr altern. Zudem erkennen sie, dass pro Familie oder Pärchen eine Person an einer schweren Krankheit leidet – neben Patricias Epilepsie und Priscas Krebs liegt bei Charles eine Schizophrenie vor.
Trent und Kara, körperlich mittlerweile Teenager, zeugen versehentlich ein Kind, das binnen Minuten zur Welt kommt und sofort an Unterversorgung stirbt. Wenig später tötet Charles in einem schizophrenen Anfall Mid-Sized Sedan. Jarin und Kara sterben beim Versuch, den Strand zu verlassen, Patricia erleidet einen schweren Krampfanfall, von dem sie sich nicht mehr erholt und die eitle Chrystal hat sich aufgrund ihres entstellten Körpers in einer Höhle versteckt: Durch Calciummangel hat sie einen Buckel bekommen, als sie von Trent und Maddox entdeckt wird, bricht sie sich mit Steinen selbst die Arme und Beine, die sofort falsch zusammenwachsen. Bizarr entstellt findet auch sie den Tod. Als Charles in einem weiteren schizophrenen Anfall Guy zu töten versucht, kann ihn Prisca mit einem rostigen Messer abwehren, das eine sich blitzartig ausbreitende, tödliche Blutvergiftung hervorruft.
Die Nacht bricht herein. Bei Guy setzen eine starke Sehschwäche und später Demenz ein, Prisca wird schwerhörig. Beide verbringen einige glückliche Stunden und sterben an Altersschwäche.
Als der Morgen anbricht, Trent und Maddox sind biologisch mittlerweile um die 50 Jahre alt, erinnert sich Trent, dass Idlib ihm vor der Abfahrt zum Strand eine Nachricht zugesteckt hatte. Er entziffert die Geheimbotschaft, die besagt, dass Idlibs Onkel, der Resortmanager, keine Korallen möge. Daraufhin fällt den beiden auf, dass es in unmittelbarer Nähe des Strandes ein teils oberhalb des Wasserspiegels verlaufendes Korallenriff gibt, das vorher niemand gesehen hatte. Beide durchtauchen das poröse Riff und ertrinken dabei anscheinend.
Der Busfahrer des Resorts hat den Strand die ganze Zeit über von einer hoch über der Bucht gelegenen Klippe aus beobachtet und die Geschehnisse auf Video aufgezeichnet. Er geht davon aus, dass Trent und Maddox ertrunken sind, und fährt mit den Aufzeichnungen zu einem Labor der Pharmafirma Warren & Warren. Dort erklärt der Resortmanager der Laborbelegschaft, dass die Zeit an dem Strand, an dem der Film spielt, rasend schnell ablaufe und dass Warren & Warren ihn nutze, um Langzeitfolgen von neuen Medikamenten in kürzester Zeit testen zu können. Der aktuelle Fall habe die Wirksamkeit eines neuen Epilepsiemedikaments bewiesen, das nun der Menschheit zugänglich gemacht werden könne. Die elfköpfige Gruppe, die am Strand zu Tode kam, war demnach bereits die 73. Gruppe der Versuchsreihe der Firma.
Während der Resortmanager Mitglieder der 74. Versuchsgruppe in Empfang nimmt, erscheinen Trent und Maddox, die doch überlebt haben, im Resort, informieren einen Polizisten und erreichen so eine Schließung des Resorts und weitere polizeiliche Ermittlungen.

## Produktion

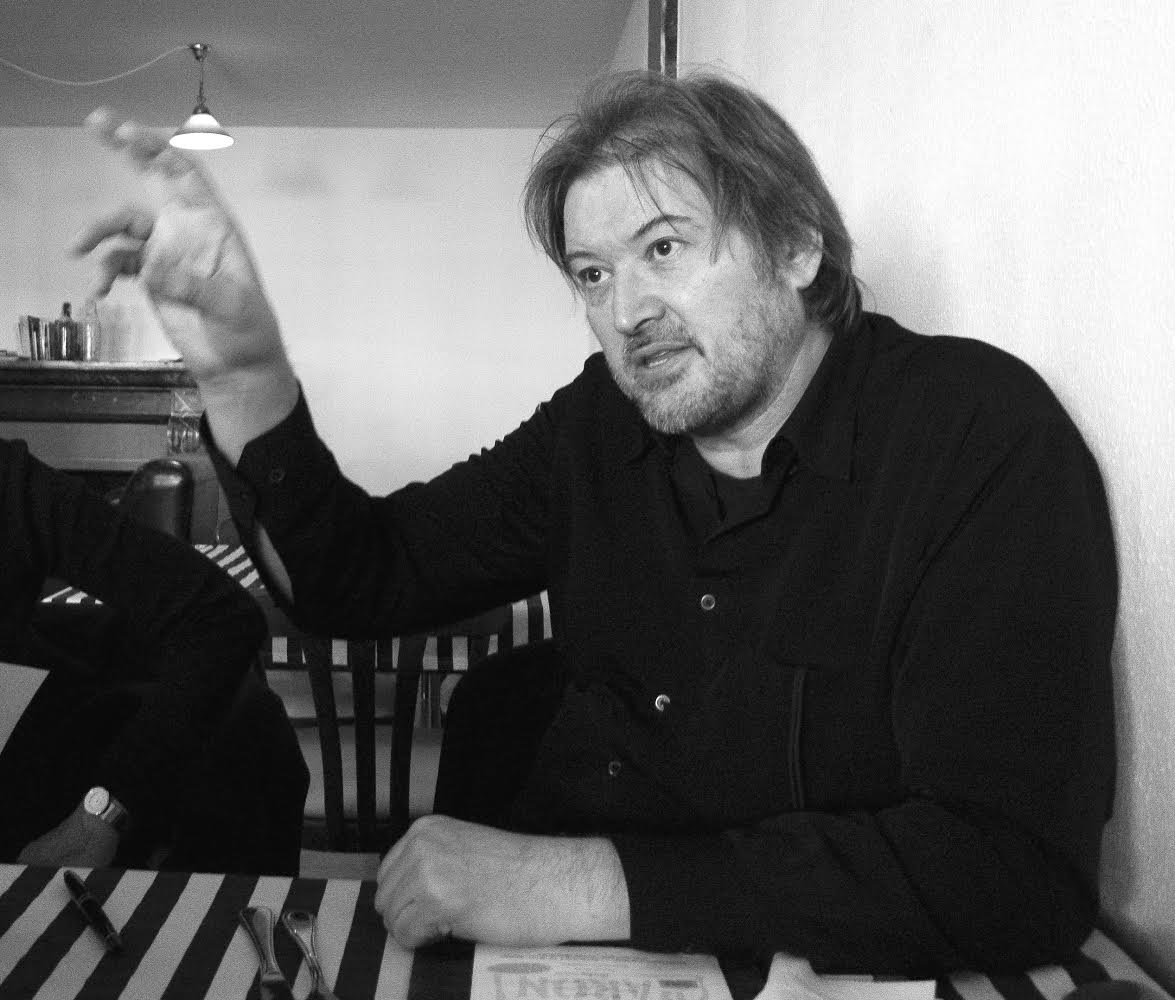
Pierre Oscar Lévy, Autor von Sandburg (2020)

Der Film basiert auf der Graphic Novel Sandburg von Autor Pierre Oscar Lévy und Illustrator Frederik Peeters von 2010, die 2013 bei Reprodukt auch auf Deutsch erschien. Diese wurde von Regisseur M. Night Shyamalan für den Film adaptiert.
Die Dreharbeiten wurden am 26. September 2020 in der Dominikanischen Republik begonnen. Hier fanden sie teilweise im Studio statt. Ein Großteil der Aufnahmen entstand auf der Halbinsel Samaná an der nordöstlichen Atlantikküste, die durch grünes Berggelände und weiße Sandstrände geprägt ist. Hier drehte man unter anderem am Playa El Valle etwa 45 Minuten von Santa Barbara de Samaná entfernt. Mitte November 2020 wurden die Dreharbeiten beendet. Als Kameramann fungierte Mike Gioulakis.
Die Filmmusik komponierte Trevor Gureckis. Das Soundtrack-Album mit insgesamt 26 Musikstücken wurde am 23. Juli 2021 von Back Lot Music als Download veröffentlicht.
Der erste offizielle Trailer wurde Ende Mai 2021 vorgestellt. Am 23. Juli 2021 lief der Film in den USA und am 29. Juli 2021 in Deutschland an.

## Rezeption

### Altersfreigabe
In den USA wurde der Film von der MPAA als PG-13 eingestuft. In Deutschland wurde der Film von der FSK ab 16 Jahren freigegeben.

### Kritiken und Einspielergebnis
Die 331 Kritiken waren mit 50 % Kritikerzustimmung bei Rotten Tomatoes äußerst durchwachsen.
Der Film erhielt von der Filmbewertungsstelle Wiesbaden das Prädikat „Besonders wertvoll“. Dort hieß es: „Der neue Film von M. Night Shyamalan vereint mit großer atmosphärischer Dichte und einer genialen Bildsprache gekonnt Horror-, Mystery- und Sci-Fi-Elemente und erschafft so einen packenden und doppelbödigen Thriller.“
Marc Mensch von Blickpunkt:Film schreibt, Shyamalan treibe das Prinzip des Überraschungsmoments mit seinem letzten Film förmlich auf die Spitze, doch in den immer neuen Variationen dessen, was ein rapider Alterungsprozess in unterschiedlichsten Situationen auszulösen imstande ist, liege auch das Vergnügen des Films. Die Kameraarbeit von Mike Gioulakis vermittele das Grauen dabei in den allermeisten Fällen nur subtil, sie verdecke, deute an und lasse mehr ahnen als sehen, was den Moment, in dem sie dann doch draufhält, nur umso mehr unterstreicht. Generell sei es die visuelle Umsetzung, die an Old hervorsticht, so Mensch, und die mit ihren klaren Bildern und ungewöhnlichen Perspektiven. Die Dialoge wirkten jedoch teils arg konstruiert und verliehen den Protagonisten nur wenig Mehrdimensionalität. Mensch resümiert: „Old entspricht seiner eigenen Prämisse, indem er die Zeit auch vor der Leinwand verfliegen lässt – bis hin zu einem finalen plot twist, der des Regisseurs wahrlich würdig ist. Auch deshalb, weil er das Potenzial hat, kontrovers diskutiert zu werden.“
Bei Splatting Image meinte Adrian Gmelch, Autor von Die Neuerfindung des M. Night Shyamalan (2021), der Film könne streckenweise durch perfekt durchkomponierte Sequenzen, die dem Film betörende Bilder liefern, glänzen. Der Strand als Setting biete sich sehr gut als Kammerspiel unter tropischem Himmel an. Generell komme Gioulakis’ talentierte Kameraführung dem Film zugute, diese visuellen Experimente seien erfrischend. Old befinde sich in der Kontinuität der Filme des „neuen“ Shyamalan seit 2015: Weniger altmeisterlich in der Inszenierung als die Filme zuvor, dafür aber eine ungeheure Kreativität und Originalität. Die Psychologisierung der Figuren bleibe dabei jedoch eindeutig im Hintergrund. Und gänzlich gescheitert sei Shyamalan diesmal mit dem Twist: „Das Ende von OLD, ein etwas liebloser finaler Twist, zerstört (leider) den kompletten Film. Als langjähriger Kenner und Beobachter von Shyamalans Karriere hätte selbst ich ihm nicht ein dermaßen schlechtes Ende zugetraut. Er hat die schlimmste aller Entscheidungen getroffen: dem unerklärlichen Phänomen am Strand eine (rationale) Erklärung zu geben!“
Die weltweiten Einnahmen des Films aus Kinovorführungen belaufen sich auf 90,1 Millionen US-Dollar. In Deutschland verzeichnet der Film 196.243 Besucher.

### Meme
Die Phrase “The beach that makes you old” (der Strand, der dich alt macht), die den Kern des Films zusammenfasst, entwickelte sich nach dem Kinostart zu einem Meme.

### Auszeichnungen
Hollywood Music in Media Awards 2021
- Nominierung für die Beste Filmmusik – Horrorfilm (Trevor Gureckis)[17]

People’s Choice Awards 2021
- Nominierung als Filmdrama des Jahres[18]

Saturn-Award-Verleihung 2022
- Nominierung als Bester Thriller

## Vorlage
- Pierre Oscar Levy, Frederik Peeters: Sandburg. Reprodukt, Berlin 2013, ISBN 978-3-943143-79-9 (französisch: Château de sable. Genf 2010.).